# Nibelungentreue
Nibelungentreue ist ein Schlagwort, das eine Form bedingungsloser, emotionaler und potenziell verhängnisvoller Treue beschreibt. Es geht auf den mittelhochdeutschen Begriff der triuwe, der die personale Bindung im mittelalterlichen Lehnssystem beschreibt, zurück.

## Bezug zur Nibelungensage
Der Bezugspunkt zur Sage bzw. dem mittelalterlichen Epos Das Nibelungenlied liegt darin, dass in der Rezeptionsgeschichte die „Treue“ stets als Quintessenz des Nibelungenliedes angesehen wurde. In diesem Fall ist es das uneingeschränkte Einstehen eines Herren für seinen Vasallen. Hagen von Tronje hat sich des Mordes an Siegfried, dem Mann Kriemhilds, schuldig gemacht und Kriemhild fordert Rache. Die Mitschuld ihrer Brüder, der Burgunderkönige Gunther, Gernot und Giselher, ist diffuser und unterschiedlich groß. Kriemhild ist bereit, ihnen zu verzeihen, wenn sie ihr Hagen ausliefern. Dies verweigern die Burgunder:
| „Nune welle got von himele“, sprach do Gernôt. „ob unser tûsent wæren, wir lægen alle tôt, der sippen dîner mâge, ê wir dir einen man gæben hie ze gîsel: ez wird et nimmer getân,“ [...] "wande ich deheinen mînen friunt an den triuwen nie verlie". (Str. 2105 f.) | „Das wolle Gott verhüten“, erwidert' Gernot ihr. „Und wären unser tausend aus deiner Sippe hier, Wir wollten lieber sterben, als daß wir einen Mann Hier als Geisel gäben: das stünde uns wohl übel an.“ [...] „Man findet an mir keinen, der einem Freund die Treue bricht.“ Übersetzung: Helmut de Boor |

Die Könige sind eine rechtlich verpflichtende und emotionale Bindung zu ihrem friunt (ihrem Freund und entfernten Verwandten) Hagen eingegangen. Letztendlich führt die Unmöglichkeit, Hagen von ihnen zu isolieren, mit der Kriemhild konfrontiert wird, zum blutigen Untergang.

## Fürst von Bülows Rede im Reichstag
Der Begriff Nibelungentreue wurde von Reichskanzler Bernhard Fürst von Bülow in seiner Rede im Reichstag am 29. März 1909 während der Bosnischen Annexionskrise erstmals gebraucht. Im Speziellen ist damit die unbedingte Bündnistreue des Deutschen Reichs zu Österreich-Ungarn angesichts der zunehmenden Isolierung der Mittelmächte gemeint, die vor allem ab 1904 durch die Entente cordiale zwischen Frankreich und Großbritannien offensichtlich wurde. Da dieser Vergleich jedoch mit blutigen Assoziationen verbunden ist, versuchte von Bülow zugleich, durch einen Hinweis auf die friedenssichernde Kraft der Treue dem Begriff seine grausame Konnotation zu nehmen.

## Nibelungentreue in der Zeit des Nationalsozialismus
Die Nibelungentreue war ein stehender und gegen Ende des Zweiten Weltkrieges immer stärker propagierter Kampfbegriff in der Zeit des Nationalsozialismus. Meine Ehre heißt Treue war der Wahlspruch der SS.
„Treue“ als Leitidee war dem diktatorischen System, aber auch in der tatsächlichen Politik wichtig; Hitler erwartete von den Verantwortlichen im Reich und von allen Soldaten eine durch Eid zu bekräftigende persönliche Loyalität – ähnlich der angeblichen germanischen Gefolgstreue. Dadurch sollte das ganze Volk mit Hitler zu einer Einheit (zu einem „Volkskörper“) zusammenwachsen. Neben der innenpolitisch wichtigen Treue gab es auch eine außenpolitische Parallele zum Nibelungenlied. Hitler agierte militärisch mit großem Risiko, sodass mit enormen Menschenopfern, ja sogar mit dem eigenen Untergang zu rechnen war.

## Einzelbelege
1. ↑  Karl Bosch, Helmut de Boor: Das Nibelungenlied Mittelhochdeutsch / Neuhochdeutsch. Philipp Reclam jun., Stuttgart 2005, ISBN 3-15-050644-1, S. 274, 275, 342, 343, 528,529.
2. ↑  Franz Graf-Stuhlhofer: Hitlers Politik als Ausdruck einer Nibelungen-Mentalität. Zur Wirkungsgeschichte deutscher Heldensage, in: Michael Benedikt u. a. (Hrsg.): Verdrängter Humanismus - verzögerte Aufklärung, Bd.V: … Philosophie in Österreich 1920-1951, Wien 2005, S. 1047–1057.